# Piotr Gusiew
Piotr Wiktorowicz Gusiew, ros. Пётр Викторович Гусев (ur. w 1899 r. we wsi Karpagorka w obwodzie archangielskim, zm. ?) – emigracyjny działacz i redaktor kozacki, oficer w sztabie Głównego Zarządu Wojsk Kozackich, a następnie szef oddziału propagandowego sztabu Kozackiego Stanu podczas II wojny światowej.
W 1920 r. jego rodzina wyjechała z Rosji do Bułgarii. Piotr W. Gusiew na początku lat 20. był redaktorem organu prasowego sofijskiej stanicy wszechkozackiej. W 1926 r. zamieszkał w Paryżu. Pracował u znanego przemysłowca pochodzenia rosyjskiego Gukasowa. W 1929 r. wszedł w skład kierownictwa Związku Kozackiego w Paryżu. W 1930 r. założył paryską wszechokozacką stanicę studencką. Od 1932 r. był redaktorem organu prasowego stanicy pt. "Станица". Od połowy lat 30. pracował w redakcji Unii Inwalidów Rosyjskich. We wrześniu 1937 r. współtworzył literacką grupę "Kozaków-pisarzy". W połowie sierpnia 1942 r. przyjechał do Berlina, gdzie został korektorem w wydawnictwie Deutscher Verlag. Od marca 1943 r. zajmował funkcję redaktora technicznego i wydawniczego czasopisma kozackiego "На казачьем посту". Na początku grudnia 1944 r. wstąpił ochotniczo do kozackich wojsk w służbie niemieckiej. Służył w stopniu sotnika w Głównym Zarządzie Wojsk Kozackich jako oficer do specjalnych poruczeń przy atamanie gen. Piotrze N. Krasnowie. Od końca marca 1945 r. przebywał w sztabie Kozackiego Stanu w północnych Włoszech. Pełnił funkcję szefa oddziału propagandowego sztabu i jednocześnie komendanta Szkoły propagandystów Głównego Zarządu Wojsk Kozackich. Na początku maja tego roku poddał się Brytyjczykom, którzy w czerwcu wydali go Sowietom. W ZSRR został skazany na karę wieloletniego pobytu w łagrach. Dalsze jego losy są nieznane.